# Aurornis xui
Aurornis xui ("ave del amanecer de Xu Xing") es la única especie conocida del género extinto Aurornis de dinosaurio terópodo maniraptor que vivió a finales del período Jurásico, hace unos 160 millones de años durante el Oxfordiense, en lo que ahora es Asia. Sus restos fósiles han aparecido en la Formación Tiaojishan de Liaoning, China. Aurornis xui puede ser el dinosaurio avialano más basal, "primitivo" y más antiguo conocido a la fecha. La evidencia fósil de este animal antecede a la del famoso Archaeopteryx lithographica, frecuentemente considerado como la especie más antigua de ave, por cerca de 10 millones de años.

## Descubrimiento e investigación
Aurornis era aproximadamente del tamaño de un faisán, unos 50 centímetros de longitud desde el pico a la punta de la cola. Poseía garras y una larga cola. Sus huesos de las patas son similares a los de Archaeopteryx, pero en general su estructura ósea es más primitiva. La ausencia de grandes plumas sugiere que A. xui era incapaz de volar.

## Historia
Aurornis xui fue nombrado y descrito por Pascal Godefroit, Andrea Cau, Hu Dong-Yu, François Escuillié, Wu Wenhao y Gareth Dyke en 2013. El nombre del género se deriva de la palabra latina aurora, que significa "amanecer", y el griego antiguo ὄρνις, órnis, que significa "ave". El nombre de la especie, A. xui, honra al paleontólogo Xu Xing.
Aurornis fue descrito a partir de un fósil de roca sedimentaria en 2013. El fósil fue obtenido de un comerciante local quien lo había exhumado en Yaoluguo en el occidente de Liaoning, en China. Los análisis posteriores confirmaron que provenía de la Formación Tiaojishan, la cual ha sido datada de finales del período Jurásico, etapa del Oxfordiense, hace aproximadamente 160 millones de años. Hay trazas de plumas en la cola y otras partes del cuerpo. Solo estaba preparado parcialmente al momento de la compra sin exponer las plumas, y sin mostrar signos de haber sido alterado.
El 7 de junio de 2013, sin embargo, la revista Science publicó un artículo en el que señala que Pascal Godefroit, el paleontólogo que dirigió el equipo que se describe a Aurornis, informa que es incierto si el material fósil proviene de la formación Tiaojishan, de 160 millones de años, en la provincia de Liaoning como indica la información proporcionada por el traficante de fósiles, o desde la formación Yixian de 125 millones de años de edad, que se sabe que se han producido varios fósiles de aves antiguas. El fracaso para asegurar la información de procedencia rigurosa pone en duda la afirmación de que Aurornis es de 160 millones de años y por lo tanto anterior a Archaeopteryx. El equipo de Godefroit intentará confirmar la procedencia de la muestra, así como su edad, mediante la realización de análisis mineralógico y botánico en la losa de pizarra y luego publicar sus hallazgos.

## Clasificación
Un análisis filogenético de Aurornis publicado en 2013 encontró que pertenecía al linaje de las aves, en una posición más basal que la de Archaeopteryx. El análisis fue basado en "casi 1,500 características anatómicas."
La clasificación de A. xui como un ave es, sin embargo, materia de controversia, debido a que hay varias definiciones diferentes de la palabra "ave". Los descubrimientos recientes "enfatizan cuan gris es la línea divisoria entre las aves y los dinosaurios", dice Paul Barrett del Museo de Historia Natural de Londres. "Existe una graduación en las características entre estos que es muy difícil de diferenciar ... Aurornis xui es ciertamente un miembro más antiguo del linaje de las aves que Archaeopteryx, y está bien llamarlo un ave muy primitiva. Pero a lo que se le dice un ave depende de a qué se le llame ave, y hay un montón de definiciones que dependen de Archaeopteryx." El especialista en evolución de las aves Lawrence Witmer dice que el nuevo análisis es competente, pero dice que sigue siendo difícil distinguir a las aves de los dinosaurios similares a estas: "Todas estas pequeñas especies con plumas corriendo y aleteando por ahí... eran todas muy parecidas."
El paleontólogo Luis Chiappe dijo que el miembro delantero de A. xui es demasiado corto como para ser de un ave verdadera. Concluye que "es muy similar a un ave, pero aún no lo es".
Un estudio de especímenes del avialano Anchiornis publicado en 2017 encontró que los rasgos que muestra Aurornis caen dentro del rango de variación de Anchiornis, lo que indicaría que es su sinónimo más moderno.